# Tarbosaurus
Tarbosaurus bataar
Genre
Espèce
Synonymes
- † Tyrannosaurus bataar 
Maleev, 1955
- † Gorgosaurus novojilovi 
Maleev, 1955
- † Tarbosaurus efremovi 
Maleev, 1955
- † Gorgosaurus lancinator 
Maleev, 1955
- † Deinodon novojilovi 
(Maleev, 1955)
- † Deinodon lancinator 
(Maleev, 1955)
- † Aublysodon lancinator 
(Maleev, 1955) Charig, 1967
- † Aublysodon novojilovi 
(Maleev, 1955) Charig, 1967
- † Shanshanosaurus huoyanshanensis 
Dong, 1977
- † Tyrannosaurus efremovi 
(Maleev, 1955)
- † Tarbosaurus novojilovi 
(Maleev, 1955)
- † Aublysodon huoyanshanensis 
(Dong, 1977)
- † Albertosaurus novojilovi 
(Maleev, 1955)
- † Maleevosaurus novojilovi 
(Maleev, 1955)
- † Jenghizkhan bataar 
(Maleev, 1955)
- † Tyrannosaurus novojilovi 
(Maleev, 1955)

Tarbosaurus est un genre éteint de dinosaures théropodes de la famille des tyrannosauridés et de la sous-famille des tyrannosaurinés. Il a vécu à la fin du Crétacé supérieur (Maastrichtien) il y a environ 71 à 66 Ma, dans l'actuelle Mongolie avec plusieurs fragments de fossiles retrouvés plus loin dans certaines régions de la Chine et de la Russie.
Bien que de nombreuses espèces aient été nommées, les paléontologues modernes n'en reconnaissent qu'une seule, T. bataar, comme valide. Trois anciens genres de tyrannosauridés asiatiques : Jenghizkhan, Maleevosaurus et Shanshanosaurus ont été mis en synonymie et s'appellent désormais Tarbosaurus. Cependant certains paléontologues soutiennent que Tarbosaurus ne serait en fait qu'un représentant asiatique du genre Tyrannosaurus nord-américain ; si cela était vrai, cela annulerait l'existence du genre, ce que démentent Jorn H. Hurum et Karol Sabath dans leur étude de 2003.

## Étymologie
Tarbosaurus, formé à partir du grec ταρβóς / tarbós (« redoutable ») et σἀυρος / sáuros (« lézard »), signifie « redoutable lézard ». Le nom d'espèce bataar est mongol, et signifie « héros ».

## Description

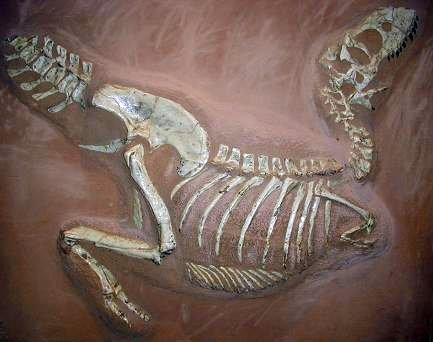
Moulage d'un fossile de Tarbosaurus au musée westphalien d'Histoire naturelle à Münster, en Allemagne. Le fossile original (spécimen PIN 553-1, conservé à Moscou à l'Institut paléontologique de l'Académie des sciences de Russie) avait d'abord été retenu comme l'holotype de Gorgosaurus lancinator. Un moulage identique est conservé dans la galerie de Paléontologie, à Paris, en France.

Taille du Tarbosaurus bataar comparée à celle de l'Homme.

Tarbosaurus et Tyrannosaurus sont considérés comme des genres étroitement liés, même s'ils ne sont pas synonymes. Alioramus, également originaire de Mongolie dans les mêmes séries géologiques de la formation de Nemegt, est considéré par certaines spécialistes comme étant le plus proche parent de Tarbosaurus. Comme la plupart des tyrannosauridés connus, Tarbosaurus était un grand prédateur bipède, armé de dizaines de grandes dents pointues. Il avait un mécanisme unique de verrouillage de sa mâchoire inférieure et ses pattes avant, terminées par deux doigts, étaient les plus petites par rapport à la taille du corps de tous les tyrannosauridés, déjà réputés pour avoir leurs membres antérieurs minuscules.
Tarbosaurus vivait dans des plaines inondables et humides parcourues par de nombreuses rivières. Dans cet environnement, il était un prédateur au sommet de la chaîne alimentaire, s'attaquant sans doute aux autres grands dinosaures comme l'hadrosauridé Saurolophus ou le sauropode Nemegtosaurus. Tarbosaurus est un dinosaure bien connu car des dizaines de spécimens fossiles ont été découverts, dont plusieurs crânes et squelettes complets. Ces vestiges ont permis des études scientifiques mettant l'accent sur sa phylogénie, la mécanique de son crâne et la structure de son cerveau.
Tarbosaurus était un dinosaure carnivore bipède, autrement dit un théropode à l'anatomie proche de celle de son cousin Tyrannosaurus, ce qui impliquera quelques problèmes (voir plus bas). Bien que plus petit que Tyrannosaurus, Tarbosaurus était un des plus grands tyrannosauridés. D'une longueur allant de 12 à 14 mètres et d'une hauteur légèrement moins élevée que celle de Tyrannosaurus rex, il impressionne par ses mensurations. Son poids est évalué à 4 à 5 tonnes,.
Son large crâne était soutenu par un cou puissant, ses membres postérieurs étant tout aussi puissamment bâtis, il ne possédait qu'un unique bémol à son actif, ses membres antérieurs, qui tout comme ceux de Tyrannosaurus rex, étaient minuscules, (de la taille d'un bras humain).
Sa mâchoire était composée de 60 à 64 dents, soit légèrement plus que celle de Tyrannosaurus mais moins que celle des plus petits tyrannosauridés comme Gorgosaurus libratus ou Alioramus altai.
Les dents les plus longues se trouvaient dans le maxillaire (l'os de la mâchoire supérieure), avec des couronnes de 8,5 centimètres de long.

## Systématique

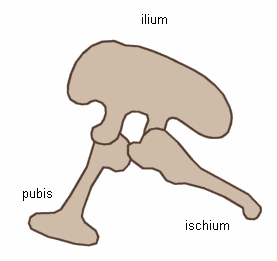
Bassin de saurischien.

Tarbosaurus appartient à l'ordre des saurischiens.
Il existe 2 grands ordres de dinosaures : les ornithischiens et les saurischiens. Les dinosaures ornithischiens sont caractérisés par un bassin semblable à celui des oiseaux contrairement aux saurischiens, qui possèdent un bassin de reptiles.
Les saurischiens sont divisés en 2 sous-ordres: d'une part les théropodes (Tyrannosaurus, Velociraptor)... et, d'autre part, les sauropodomorphes (Diplodocus, Apatosaurus...).
Tarbosaurus fait partie des théropodes, appartenant à la sous-famille des Tyrannosaurinae et à la famille des Tyrannosauridae. Cette classe inclut également le célèbre Tyrannosaurus. Le plus ancien membre de la famille est Lythronax (qui a détrôné Daspletosaurus), ces trois derniers dinosaures étaient tous les deux originaires de l'ouest de l'Amérique du Nord (Laramidia),,.

## Découverte

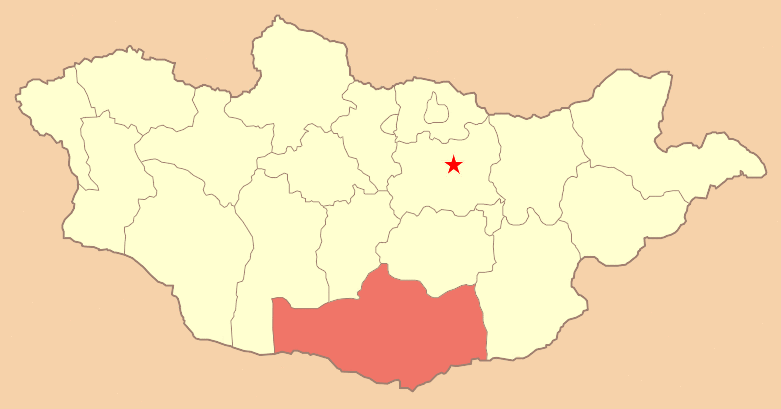
Ömnögovi, la province mongole où la plupart des fossiles de Tarbosaurus ont été découverts.

En 1946, une expédition soviéto-mongole part pour le désert de Gobi dans la province mongole d'Ömnögovi et découvre un crâne et quelques vertèbres d'un grand théropode dans la formation de Nemegt.
En 1955 le paléontologue russe Evgeny Maleev désigne ce spécimen comme l'holotype (PIN 551-1) d'une nouvelle espèce, qu'il appelle Tyrannosaurus bataar. La même année, Maleev décrit et nomme trois nouveaux crânes de théropodes, chacun associé aux restes du squelette découvert lors de cette expédition en 1948 et 1949.
Dans une publication rédigée en 1965, A. K. Rozhdestvensky reconnait que tous les spécimens de Maleev sont différentes étapes de croissance d'une même espèce, qui selon lui se distingue du Tyrannosaurus nord-américain. Il crée alors un nouveau taxon, Tarbosaurus bataar, qui inclut tous les spécimens décrits en 1955 mais aussi des fossiles plus récents.
En 1992, le paléontologue américain Kenneth Carpenter examine à nouveau le matériel et conclut qu'il appartient au genre Tyrannosaurus, comme Maleev l'avait déduit. Il réunit alors tous les spécimens dans l'espèce Tyrannosaurus bataar, à l'exception des restes que Maleev a nommés Gorgosaurus novojilovi. Carpenter croyait que ce spécimen représentait un autre genre de tyrannosauridé plus petit et qu'il a appelé Maleevosaurus novojilovi.
À la suite des premières expéditions soviéto-mongoles dans les années 1940, des missions polonaises et mongoles partent pour le désert de Gobi en 1963 et jusqu'en 1971. Elles découvrent de nombreux fossiles, comme de nouveaux spécimens de Tarbosaurus issus de la formation de Nemegt. Entre 1993 et 1998, des expéditions impliquant des scientifiques japonais et mongols, ainsi que celles menées par le paléontologue canadien Phil Currie, permettent de découvrir et de réunir d'autre matériel de Tarbosaurus. On connait ainsi plus de 30 spécimens, incluant plus de 15 crânes et plusieurs squelettes post-crâniens complets.

## Synonymes possibles
Dans les années 1960, les paléontologues chinois découvrent un crâne et un squelette d'un petit théropode (IVPP V4878) dans la région autonome du Xinjiang chinois. En 1977, Dong Zhiming décrit ce spécimen de la formation de Subashi comme un nouveau genre et une nouvelle espèce et il le nomme Shanshanosaurus huoyanshanensis.

## Paléobiologie

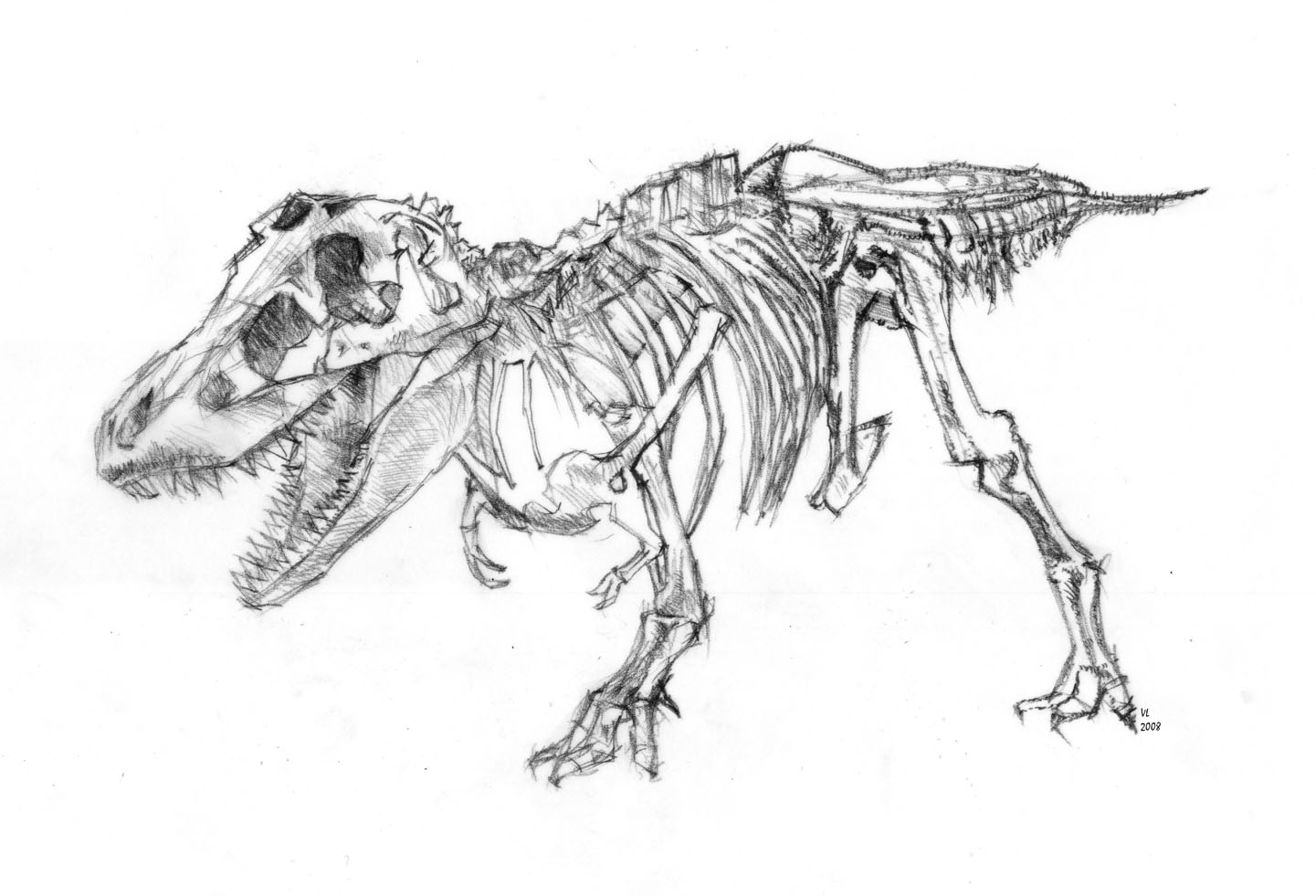
Dessin de squelette de Tarbosaurus.

Comme beaucoup d'autres grands tyrannosauridés, Tarbosaurus a été décrit grâce à des fossiles bien préservés et relativement abondants. En fait, un quart des fossiles issus de la formation de Nemegt appartiennent au genre Tarbosarus. Bien que ce dinosaure ne soit pas aussi bien étudié que les tyrannosauridés nord-américains, le matériel disponible a permis aux paléontologues de dresser des conclusions à propos de sa biologie.

### Mécaniques du crâne
En 2003, le crâne du Tarbosaurus est décrit complètement pour la première fois. Les scientifiques ont remarqué des différences importantes entre Tarbosaurus et les tyrannosauridés de l'Amérique du Nord, en particulier au niveau de la mâchoire.

## Paléontologie et datation

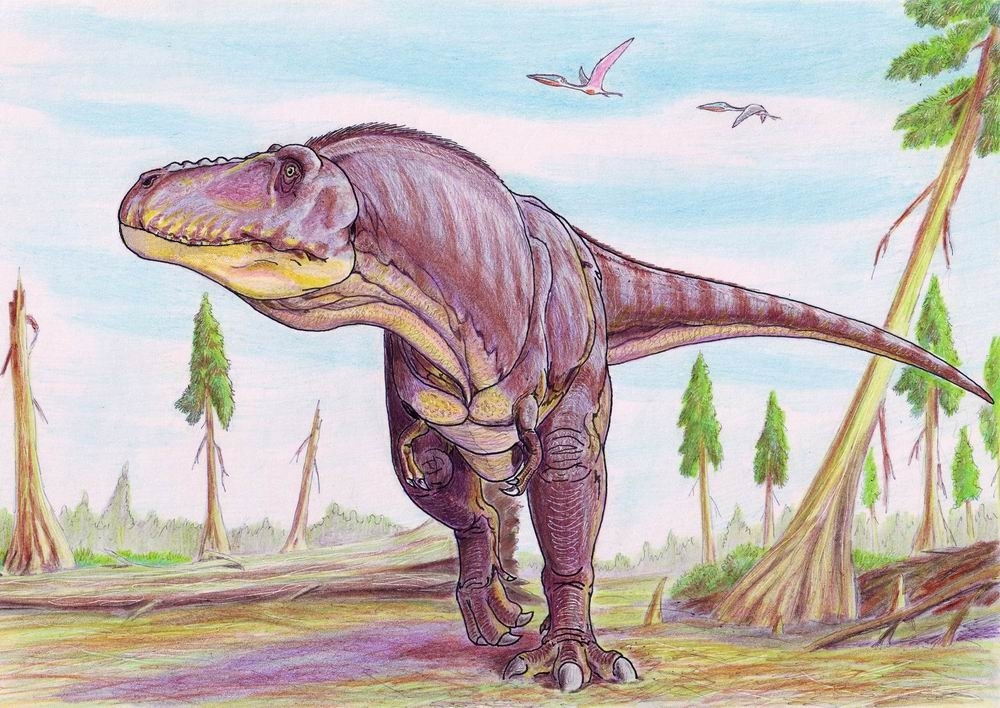
Tarbosaurus restitué par le paléoartiste Dimitri Bogdanov.

La grande majorité des fossiles de Tarbosaurus ont été découverts dans la formation de Nemegt au sud de la Mongolie. Cette formation géologique est datée de la fin du Crétacé supérieur, du Maastrichtien inférieur, soit il y a environ entre 71 et 69 Ma (millions d'années).
Des fossiles de mollusques sont découverts occasionnellement, ainsi qu'une variété d'autres animaux aquatiques tels que les poissons ou tortues. Les crocodiliens incluent plusieurs espèces de Shamosuchus, un genre de crocodiles néosuchiens dont les dents se sont adaptées pour broyer les coquilles. Les fossiles de mammifères sont extrêmement rares dans la formation de Nemegt, mais beaucoup d'oiseaux ont été découverts, comme l'énantiornithe Gurilynia et l'hespérornithiforme Judinornis, ainsi que Teviornis, un genre d'oiseaux préhistoriques.
Les scientifiques ont décrit de nombreux dinosaures issus de la formation de Nemegt, des ankylosauridés comme Tarchia, des pachycéphalosaures des genres Homalocephale et Prenocephale, etc.

## Le débat
Comme évoqué plus haut, Tarbosaurus possédait une anatomie proche de celle de son cousin le tyrannosaure, ce fut la cause de cette question qui sera débattue par nombre de savants : « Tarbosaurus et Tyrannosaurus ne feraient-ils qu'un ? ». En effet les deux théropodes possédaient la même anatomie, tous deux ayant les membres antérieurs atrophiés (pour équilibrer leur poids de part et d'autre des appuis au sol, car ils possédaient une tête volumineuse), et tous deux ayant la même dentition, la même ossature et une taille sensiblement semblable (10 à 14 mètres contre 12 à 14,5 mètres pour Tyrannosaurus rex).
Cependant, les yeux du tyrannosaure sont disposés de façon plus frontale que ceux du Tarbosaurus qui a un crâne plus étroit.

## Classification

### Phylogénie
On considérait en 2003 Tarbosaurus comme étant plus proche d'Alioramus que de Tyrannosaurus.
Les analyses phylogénétiques de Loewen et ses collègues en 2013 puis de Stephen Brusatte et Thomas Carr en 2016, ont démontré que Tarbosaurus était en fait en groupe frère avec Tyrannosaurus dans un petit clade et que ces deux animaux étaient les plus évolués de la famille des Tyrannosauridae. C'est ce que montre le cladogramme de Brusatte et Carr (2016) ci-dessous :
Ci-dessous, la phylogénie des genres de tyrannosauridés d'après l'étude publié par Brusatte & Carr (2016) :
|  | Albertosaurus |
|  |               |
|  | Gorgosaurus   |
|  |               |

| Alioramini | \| \| Alioramus \| \| \| \| \| \| Qianzhousaurus \| \| \| \| |
|            | \| \| Alioramus \| \| \| \| \| \| Qianzhousaurus \| \| \| \| |
|            | Alioramus                                                    |
|            |                                                              |
|            | Qianzhousaurus                                               |
|            |                                                              |

|  | Alioramus      |
|  |                |
|  | Qianzhousaurus |
|  |                |

|  | Nanuqsaurus   |
|  |               |
|  | Teratophoneus |
|  |               |

|  | Zhuchengtyrannus                                              |
|  |                                                               |
|  | \| \| Tarbosaurus \| \| \| \| \| \| Tyrannosaurus \| \| \| \| |
|  |                                                               |
|  | Tarbosaurus                                                   |
|  |                                                               |
|  | Tyrannosaurus                                                 |
|  |                                                               |

|  | Tarbosaurus   |
|  |               |
|  | Tyrannosaurus |
|  |               |

|  | Zhuchengtyrannus                                              |
|  |                                                               |
|  | \| \| Tarbosaurus \| \| \| \| \| \| Tyrannosaurus \| \| \| \| |
|  |                                                               |
|  | Tarbosaurus                                                   |
|  |                                                               |
|  | Tyrannosaurus                                                 |
|  |                                                               |

|  | Tarbosaurus   |
|  |               |
|  | Tyrannosaurus |
|  |               |

|  | Zhuchengtyrannus                                              |
|  |                                                               |
|  | \| \| Tarbosaurus \| \| \| \| \| \| Tyrannosaurus \| \| \| \| |
|  |                                                               |
|  | Tarbosaurus                                                   |
|  |                                                               |
|  | Tyrannosaurus                                                 |
|  |                                                               |

|  | Tarbosaurus   |
|  |               |
|  | Tyrannosaurus |
|  |               |

|  | Zhuchengtyrannus                                              |
|  |                                                               |
|  | \| \| Tarbosaurus \| \| \| \| \| \| Tyrannosaurus \| \| \| \| |
|  |                                                               |
|  | Tarbosaurus                                                   |
|  |                                                               |
|  | Tyrannosaurus                                                 |
|  |                                                               |

|  | Tarbosaurus   |
|  |               |
|  | Tyrannosaurus |
|  |               |

|  | Nanuqsaurus   |
|  |               |
|  | Teratophoneus |
|  |               |

|  | Zhuchengtyrannus                                              |
|  |                                                               |
|  | \| \| Tarbosaurus \| \| \| \| \| \| Tyrannosaurus \| \| \| \| |
|  |                                                               |
|  | Tarbosaurus                                                   |
|  |                                                               |
|  | Tyrannosaurus                                                 |
|  |                                                               |

|  | Tarbosaurus   |
|  |               |
|  | Tyrannosaurus |
|  |               |

|  | Zhuchengtyrannus                                              |
|  |                                                               |
|  | \| \| Tarbosaurus \| \| \| \| \| \| Tyrannosaurus \| \| \| \| |
|  |                                                               |
|  | Tarbosaurus                                                   |
|  |                                                               |
|  | Tyrannosaurus                                                 |
|  |                                                               |

|  | Tarbosaurus   |
|  |               |
|  | Tyrannosaurus |
|  |               |

|  | Zhuchengtyrannus                                              |
|  |                                                               |
|  | \| \| Tarbosaurus \| \| \| \| \| \| Tyrannosaurus \| \| \| \| |
|  |                                                               |
|  | Tarbosaurus                                                   |
|  |                                                               |
|  | Tyrannosaurus                                                 |
|  |                                                               |

|  | Tarbosaurus   |
|  |               |
|  | Tyrannosaurus |
|  |               |

|  | Zhuchengtyrannus                                              |
|  |                                                               |
|  | \| \| Tarbosaurus \| \| \| \| \| \| Tyrannosaurus \| \| \| \| |
|  |                                                               |
|  | Tarbosaurus                                                   |
|  |                                                               |
|  | Tyrannosaurus                                                 |
|  |                                                               |

|  | Tarbosaurus   |
|  |               |
|  | Tyrannosaurus |
|  |               |

| Alioramini | \| \| Alioramus \| \| \| \| \| \| Qianzhousaurus \| \| \| \| |
|            | \| \| Alioramus \| \| \| \| \| \| Qianzhousaurus \| \| \| \| |
|            | Alioramus                                                    |
|            |                                                              |
|            | Qianzhousaurus                                               |
|            |                                                              |

|  | Alioramus      |
|  |                |
|  | Qianzhousaurus |
|  |                |

|  | Nanuqsaurus   |
|  |               |
|  | Teratophoneus |
|  |               |

|  | Zhuchengtyrannus                                              |
|  |                                                               |
|  | \| \| Tarbosaurus \| \| \| \| \| \| Tyrannosaurus \| \| \| \| |
|  |                                                               |
|  | Tarbosaurus                                                   |
|  |                                                               |
|  | Tyrannosaurus                                                 |
|  |                                                               |

|  | Tarbosaurus   |
|  |               |
|  | Tyrannosaurus |
|  |               |

|  | Zhuchengtyrannus                                              |
|  |                                                               |
|  | \| \| Tarbosaurus \| \| \| \| \| \| Tyrannosaurus \| \| \| \| |
|  |                                                               |
|  | Tarbosaurus                                                   |
|  |                                                               |
|  | Tyrannosaurus                                                 |
|  |                                                               |

|  | Tarbosaurus   |
|  |               |
|  | Tyrannosaurus |
|  |               |

|  | Zhuchengtyrannus                                              |
|  |                                                               |
|  | \| \| Tarbosaurus \| \| \| \| \| \| Tyrannosaurus \| \| \| \| |
|  |                                                               |
|  | Tarbosaurus                                                   |
|  |                                                               |
|  | Tyrannosaurus                                                 |
|  |                                                               |

|  | Tarbosaurus   |
|  |               |
|  | Tyrannosaurus |
|  |               |

|  | Zhuchengtyrannus                                              |
|  |                                                               |
|  | \| \| Tarbosaurus \| \| \| \| \| \| Tyrannosaurus \| \| \| \| |
|  |                                                               |
|  | Tarbosaurus                                                   |
|  |                                                               |
|  | Tyrannosaurus                                                 |
|  |                                                               |

|  | Tarbosaurus   |
|  |               |
|  | Tyrannosaurus |
|  |               |

|  | Nanuqsaurus   |
|  |               |
|  | Teratophoneus |
|  |               |

|  | Zhuchengtyrannus                                              |
|  |                                                               |
|  | \| \| Tarbosaurus \| \| \| \| \| \| Tyrannosaurus \| \| \| \| |
|  |                                                               |
|  | Tarbosaurus                                                   |
|  |                                                               |
|  | Tyrannosaurus                                                 |
|  |                                                               |

|  | Tarbosaurus   |
|  |               |
|  | Tyrannosaurus |
|  |               |

|  | Zhuchengtyrannus                                              |
|  |                                                               |
|  | \| \| Tarbosaurus \| \| \| \| \| \| Tyrannosaurus \| \| \| \| |
|  |                                                               |
|  | Tarbosaurus                                                   |
|  |                                                               |
|  | Tyrannosaurus                                                 |
|  |                                                               |

|  | Tarbosaurus   |
|  |               |
|  | Tyrannosaurus |
|  |               |

|  | Zhuchengtyrannus                                              |
|  |                                                               |
|  | \| \| Tarbosaurus \| \| \| \| \| \| Tyrannosaurus \| \| \| \| |
|  |                                                               |
|  | Tarbosaurus                                                   |
|  |                                                               |
|  | Tyrannosaurus                                                 |
|  |                                                               |

|  | Tarbosaurus   |
|  |               |
|  | Tyrannosaurus |
|  |               |

|  | Zhuchengtyrannus                                              |
|  |                                                               |
|  | \| \| Tarbosaurus \| \| \| \| \| \| Tyrannosaurus \| \| \| \| |
|  |                                                               |
|  | Tarbosaurus                                                   |
|  |                                                               |
|  | Tyrannosaurus                                                 |
|  |                                                               |

|  | Tarbosaurus   |
|  |               |
|  | Tyrannosaurus |
|  |               |

|  | Albertosaurus |
|  |               |
|  | Gorgosaurus   |
|  |               |

| Alioramini | \| \| Alioramus \| \| \| \| \| \| Qianzhousaurus \| \| \| \| |
|            | \| \| Alioramus \| \| \| \| \| \| Qianzhousaurus \| \| \| \| |
|            | Alioramus                                                    |
|            |                                                              |
|            | Qianzhousaurus                                               |
|            |                                                              |

|  | Alioramus      |
|  |                |
|  | Qianzhousaurus |
|  |                |

|  | Nanuqsaurus   |
|  |               |
|  | Teratophoneus |
|  |               |

|  | Zhuchengtyrannus                                              |
|  |                                                               |
|  | \| \| Tarbosaurus \| \| \| \| \| \| Tyrannosaurus \| \| \| \| |
|  |                                                               |
|  | Tarbosaurus                                                   |
|  |                                                               |
|  | Tyrannosaurus                                                 |
|  |                                                               |

|  | Tarbosaurus   |
|  |               |
|  | Tyrannosaurus |
|  |               |

|  | Zhuchengtyrannus                                              |
|  |                                                               |
|  | \| \| Tarbosaurus \| \| \| \| \| \| Tyrannosaurus \| \| \| \| |
|  |                                                               |
|  | Tarbosaurus                                                   |
|  |                                                               |
|  | Tyrannosaurus                                                 |
|  |                                                               |

|  | Tarbosaurus   |
|  |               |
|  | Tyrannosaurus |
|  |               |

|  | Zhuchengtyrannus                                              |
|  |                                                               |
|  | \| \| Tarbosaurus \| \| \| \| \| \| Tyrannosaurus \| \| \| \| |
|  |                                                               |
|  | Tarbosaurus                                                   |
|  |                                                               |
|  | Tyrannosaurus                                                 |
|  |                                                               |

|  | Tarbosaurus   |
|  |               |
|  | Tyrannosaurus |
|  |               |

|  | Zhuchengtyrannus                                              |
|  |                                                               |
|  | \| \| Tarbosaurus \| \| \| \| \| \| Tyrannosaurus \| \| \| \| |
|  |                                                               |
|  | Tarbosaurus                                                   |
|  |                                                               |
|  | Tyrannosaurus                                                 |
|  |                                                               |

|  | Tarbosaurus   |
|  |               |
|  | Tyrannosaurus |
|  |               |

|  | Nanuqsaurus   |
|  |               |
|  | Teratophoneus |
|  |               |

|  | Zhuchengtyrannus                                              |
|  |                                                               |
|  | \| \| Tarbosaurus \| \| \| \| \| \| Tyrannosaurus \| \| \| \| |
|  |                                                               |
|  | Tarbosaurus                                                   |
|  |                                                               |
|  | Tyrannosaurus                                                 |
|  |                                                               |

|  | Tarbosaurus   |
|  |               |
|  | Tyrannosaurus |
|  |               |

|  | Zhuchengtyrannus                                              |
|  |                                                               |
|  | \| \| Tarbosaurus \| \| \| \| \| \| Tyrannosaurus \| \| \| \| |
|  |                                                               |
|  | Tarbosaurus                                                   |
|  |                                                               |
|  | Tyrannosaurus                                                 |
|  |                                                               |

|  | Tarbosaurus   |
|  |               |
|  | Tyrannosaurus |
|  |               |

|  | Zhuchengtyrannus                                              |
|  |                                                               |
|  | \| \| Tarbosaurus \| \| \| \| \| \| Tyrannosaurus \| \| \| \| |
|  |                                                               |
|  | Tarbosaurus                                                   |
|  |                                                               |
|  | Tyrannosaurus                                                 |
|  |                                                               |

|  | Tarbosaurus   |
|  |               |
|  | Tyrannosaurus |
|  |               |

|  | Zhuchengtyrannus                                              |
|  |                                                               |
|  | \| \| Tarbosaurus \| \| \| \| \| \| Tyrannosaurus \| \| \| \| |
|  |                                                               |
|  | Tarbosaurus                                                   |
|  |                                                               |
|  | Tyrannosaurus                                                 |
|  |                                                               |

|  | Tarbosaurus   |
|  |               |
|  | Tyrannosaurus |
|  |               |

| Alioramini | \| \| Alioramus \| \| \| \| \| \| Qianzhousaurus \| \| \| \| |
|            | \| \| Alioramus \| \| \| \| \| \| Qianzhousaurus \| \| \| \| |
|            | Alioramus                                                    |
|            |                                                              |
|            | Qianzhousaurus                                               |
|            |                                                              |

|  | Alioramus      |
|  |                |
|  | Qianzhousaurus |
|  |                |

|  | Nanuqsaurus   |
|  |               |
|  | Teratophoneus |
|  |               |

|  | Zhuchengtyrannus                                              |
|  |                                                               |
|  | \| \| Tarbosaurus \| \| \| \| \| \| Tyrannosaurus \| \| \| \| |
|  |                                                               |
|  | Tarbosaurus                                                   |
|  |                                                               |
|  | Tyrannosaurus                                                 |
|  |                                                               |

|  | Tarbosaurus   |
|  |               |
|  | Tyrannosaurus |
|  |               |

|  | Zhuchengtyrannus                                              |
|  |                                                               |
|  | \| \| Tarbosaurus \| \| \| \| \| \| Tyrannosaurus \| \| \| \| |
|  |                                                               |
|  | Tarbosaurus                                                   |
|  |                                                               |
|  | Tyrannosaurus                                                 |
|  |                                                               |

|  | Tarbosaurus   |
|  |               |
|  | Tyrannosaurus |
|  |               |

|  | Zhuchengtyrannus                                              |
|  |                                                               |
|  | \| \| Tarbosaurus \| \| \| \| \| \| Tyrannosaurus \| \| \| \| |
|  |                                                               |
|  | Tarbosaurus                                                   |
|  |                                                               |
|  | Tyrannosaurus                                                 |
|  |                                                               |

|  | Tarbosaurus   |
|  |               |
|  | Tyrannosaurus |
|  |               |

|  | Zhuchengtyrannus                                              |
|  |                                                               |
|  | \| \| Tarbosaurus \| \| \| \| \| \| Tyrannosaurus \| \| \| \| |
|  |                                                               |
|  | Tarbosaurus                                                   |
|  |                                                               |
|  | Tyrannosaurus                                                 |
|  |                                                               |

|  | Tarbosaurus   |
|  |               |
|  | Tyrannosaurus |
|  |               |

|  | Nanuqsaurus   |
|  |               |
|  | Teratophoneus |
|  |               |

|  | Zhuchengtyrannus                                              |
|  |                                                               |
|  | \| \| Tarbosaurus \| \| \| \| \| \| Tyrannosaurus \| \| \| \| |
|  |                                                               |
|  | Tarbosaurus                                                   |
|  |                                                               |
|  | Tyrannosaurus                                                 |
|  |                                                               |

|  | Tarbosaurus   |
|  |               |
|  | Tyrannosaurus |
|  |               |

|  | Zhuchengtyrannus                                              |
|  |                                                               |
|  | \| \| Tarbosaurus \| \| \| \| \| \| Tyrannosaurus \| \| \| \| |
|  |                                                               |
|  | Tarbosaurus                                                   |
|  |                                                               |
|  | Tyrannosaurus                                                 |
|  |                                                               |

|  | Tarbosaurus   |
|  |               |
|  | Tyrannosaurus |
|  |               |

|  | Zhuchengtyrannus                                              |
|  |                                                               |
|  | \| \| Tarbosaurus \| \| \| \| \| \| Tyrannosaurus \| \| \| \| |
|  |                                                               |
|  | Tarbosaurus                                                   |
|  |                                                               |
|  | Tyrannosaurus                                                 |
|  |                                                               |

|  | Tarbosaurus   |
|  |               |
|  | Tyrannosaurus |
|  |               |

|  | Zhuchengtyrannus                                              |
|  |                                                               |
|  | \| \| Tarbosaurus \| \| \| \| \| \| Tyrannosaurus \| \| \| \| |
|  |                                                               |
|  | Tarbosaurus                                                   |
|  |                                                               |
|  | Tyrannosaurus                                                 |
|  |                                                               |

|  | Tarbosaurus   |
|  |               |
|  | Tyrannosaurus |
|  |               |

## Tarbosaurusdans la culture populaire
- Dans la série télévisée Sur la trace des dinosaures, épisode 1 "la Griffe Géante", avec Nigel Marven : un combat entre un Tarbosaurus et un Therizinosaurus a lieu.
- Le film Dino King raconte l'histoire d'un Tarbosaurus et de sa famille.
- Le roman Carnosaur met notamment en scène un Tarbosaurus qui est le plus grand animal de la ménagerie privée de Lord Darren Penward, lequel semble passablement agacé à chaque fois que l'animal est confondu avec son cousin américain. Le dinosaure fera beaucoup de dégâts avant d'être repoussé à l'aide d'une lance de camion de pompier dans un supermarché qui s'écroule fatalement sur lui.
- Dans un épisode bonus interactif de la série d'animation Jurassic World: La Colo du Crétacé, un Tarbosaure poursuit et attaque les protagonistes. Selon les choix du spectateur, ce même Tarbosaure affrontera la T-rex du film.